# Eugène-Charles Dunoyer de Ségonzac
Eugène-Charles Dunoyer de Ségonzac, francoski general, * 1882, † 1961.